# Hertingshausen (Baunatal)
Hertingshausen ist ein Stadtteil von Baunatal im nordhessischen Landkreis Kassel.

## Geographische Lage
Hertingshausen liegt im Naturpark Habichtswald. Die Bundesautobahn 49 trennt den Ort vom Gewerbegebiet.

## Geschichte

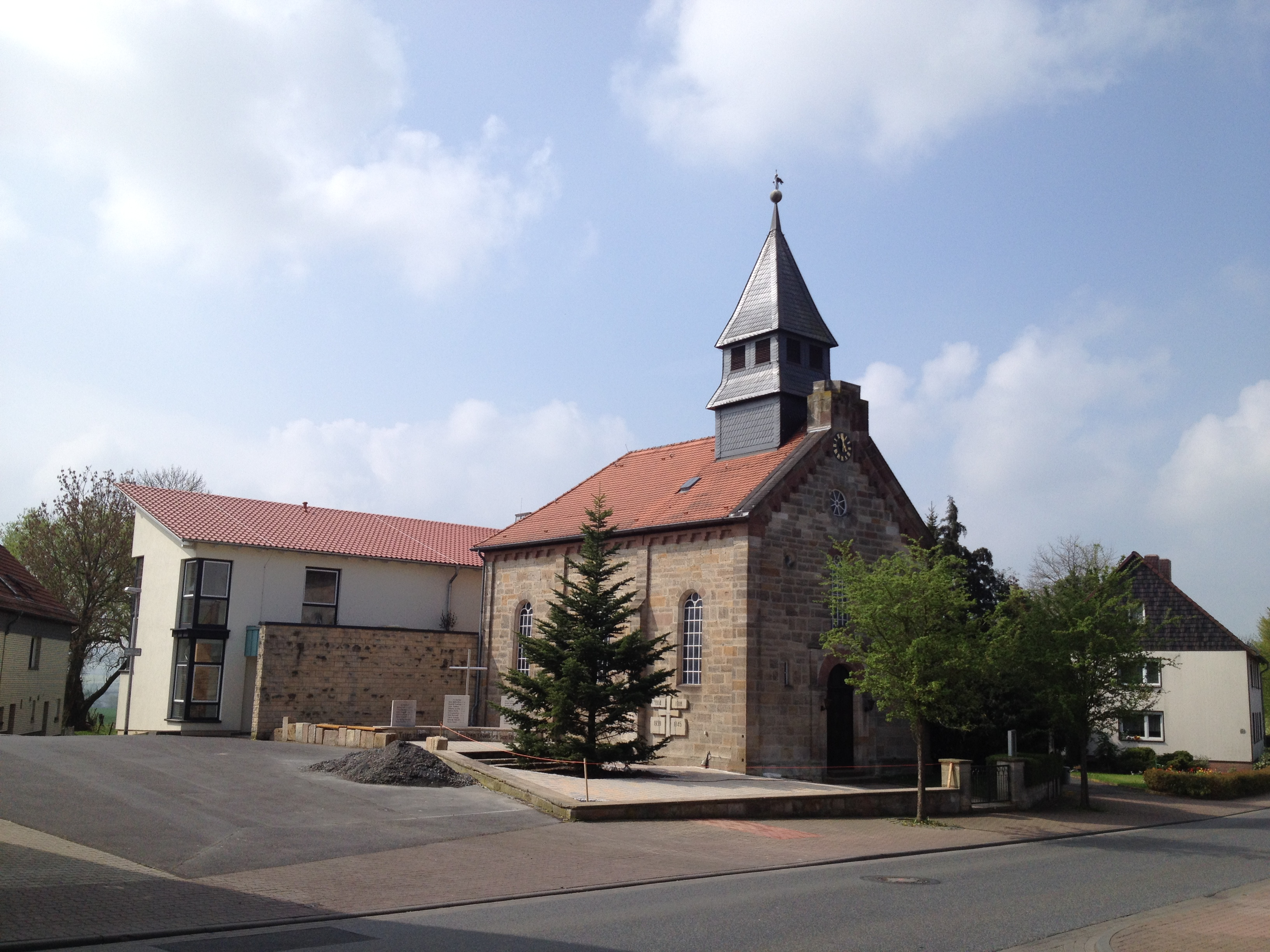
Die Kirche in Hertingshausen

### Ortsgeschichte
An einem Pfarrholz genannten Wäldchen nördlich der Kreisstraße 22 nach Großenritte steht ein etwa 2 m hoher, keilförmiger Menhir als Zeugnis vorchristlicher Besiedlung. Er ist vergleichbar mit dem Menhir in Großenritte.
Hertingshausen wurde im Jahre 1081 in der Gründungsurkunde des Klosters Hasungen als zinspflichtiger Grundbesitz unter dem damaligen Namen Hertingeshusen erwähnt.
Am Weg namens Junkermeierhof wird auf einer Tafel die Geschichte des Hofes erzählt, den die Meier (Verwalter) für die Junker (Ritter) führten.

### Hessische Gebietsreform (1970–1977)
Im Zuge der Gebietsreform in Hessen wurde die bis dahin selbstständige Gemeinde Hertingshausen am 1. Oktober 1971 auf freiwilliger Basis in die Stadt Baunatal eingemeindet. Ortsbezirke nach der Hessischen Gemeindeordnung wurden nicht errichtet.

### Bevölkerung
Einwohnerstruktur 2011
Nach den Erhebungen des Zensus 2011 lebten am Stichtag dem 9. Mai 2011 in Hertingshausen 1422 Einwohner. Darunter waren 36 (2,5 %) Ausländer.
Nach dem Lebensalter waren 245 Einwohner unter 18 Jahren, 561 waren zwischen 18 und 49, 303 zwischen 50 und 64 und 309 Einwohner waren älter. Die Einwohner lebten in 606 Haushalten. Davon waren 135 Singlehaushalte, 219 Paare ohne Kinder und 198 Paare mit Kindern, sowie 39 Alleinerziehende und 15 Wohngemeinschaften. In 138 Haushalten lebten ausschließlich Senioren und in 396 Haushaltungen leben keine Senioren.
Einwohnerentwicklung
- 1585: 12 Haushaltungen[1]
- 1747: 17 Haushaltungen[1]

| Hertingshausen: Einwohnerzahlen von 1834 bis 2020 | Hertingshausen: Einwohnerzahlen von 1834 bis 2020 | Hertingshausen: Einwohnerzahlen von 1834 bis 2020 | Hertingshausen: Einwohnerzahlen von 1834 bis 2020 | Hertingshausen: Einwohnerzahlen von 1834 bis 2020 |
| --- | ------------------------------------------------- | ------------------------------------------------- | ------------------------------------------------- | ------------------------------------------------- |
| Jahr |                                                   |                                                   |                                                   | Einwohner                                         |
| 1834 | 1834                                              |                                                   | 166                                               | 166                                               |
| 1840 | 1840                                              |                                                   | 173                                               | 173                                               |
| 1846 | 1846                                              |                                                   | 169                                               | 169                                               |
| 1852 | 1852                                              |                                                   | 163                                               | 163                                               |
| 1858 | 1858                                              |                                                   | 161                                               | 161                                               |
| 1864 | 1864                                              |                                                   | 166                                               | 166                                               |
| 1871 | 1871                                              |                                                   | 180                                               | 180                                               |
| 1875 | 1875                                              |                                                   | 177                                               | 177                                               |
| 1885 | 1885                                              |                                                   | 181                                               | 181                                               |
| 1895 | 1895                                              |                                                   | 177                                               | 177                                               |
| 1905 | 1905                                              |                                                   | 192                                               | 192                                               |
| 1910 | 1910                                              |                                                   | 197                                               | 197                                               |
| 1925 | 1925                                              |                                                   | 221                                               | 221                                               |
| 1939 | 1939                                              |                                                   | 283                                               | 283                                               |
| 1946 | 1946                                              |                                                   | 464                                               | 464                                               |
| 1950 | 1950                                              |                                                   | 485                                               | 485                                               |
| 1956 | 1956                                              |                                                   | 421                                               | 421                                               |
| 1961 | 1961                                              |                                                   | 472                                               | 472                                               |
| 1967 | 1967                                              |                                                   | 707                                               | 707                                               |
| 1970 | 1970                                              |                                                   | 706                                               | 706                                               |
| 1980 | 1980                                              |                                                   | ?                                                 | ?                                                 |
| 1990 | 1990                                              |                                                   | ?                                                 | ?                                                 |
| 2000 | 2000                                              |                                                   | ?                                                 | ?                                                 |
| 2011 | 2011                                              |                                                   | 1.422                                             | 1.422                                             |
| 2018 | 2018                                              |                                                   | 1.419                                             | 1.419                                             |
| 2020 | 2020                                              |                                                   | 1.420                                             | 1.420                                             |
| Datenquelle: Historisches Gemeindeverzeichnis für Hessen: Die Bevölkerung der Gemeinden 1834 bis 1967. Wiesbaden: Hessisches Statistisches Landesamt, 1968. Weitere Quellen: LAGIS; Stadt Baunatal; Zensus 2011 |                                                   |                                                   |                                                   |                                                   |

Historische Religionszugehörigkeit
| • 1885: | 181 evangelische (= 100 %) Einwohner                               |
| • 1961: | 410 evangelische (= 86,86 %), 59 katholische (= 12,50 %) Einwohner |

## Politik

### Schöpfengreben/Maire und Bürgermeister
Bis 1821 wurden die Bürgermeister im Baunatal Schöpfengreben oder nur Greben genannt, unter der französischen Herrschaft auch Maires.

#### Amtszeiten der Schöpfengreben/Maires bis 1821
- um 1401 Henne Heynen
- um 1540 Lorenz Rudolff
- um 1544 Kilian Grebe
- 1599–1616 Jost Rudolff
- 1617–1628 Jörge Rudolff
- 1629–1649 Hanß Rudolf (Rudelof)
- 1650–1661 Stoffel Hubfeldt
- 1666–1704 Hanß Hupfeld
- 1705–1735 Curt Hupfeld
- 1736–1758 Johann Hermann Hupfeld
- 1758–1768 Conrad Hupfeld
- 1768–1794 Johannes Werner
- 1795, 1799 Joh. Hermann Berninger
- 1811 Johann Georg Werner (Maire)
- 1821 Johann George Kilian

#### Amtszeiten der Bürgermeister bis 1971
- 1839 Martin Grebe
- 1846 Kilian Hartung
- 1853–1858 Engelhard Hasper
- 1865–1875 Johann Kilian Freitag
- 1875–1885 Joh. Kilian Opfermann
- 1885–1899 Joh. Heinrich Rudolph
- 1899–1903 Johannes Opfermann
- 1903–1920 Heinrich Freitag
- 1920–1926 Hermann Rudolph
- 1926–1946 Heinrich Krug
- 1946–1948 August Maetje
- 1948–1952 Heinrich Ohlwein
- 1952–1960 Heinrich Schmidt
- 1960–1971 Karl Krug[7]

## Infrastruktur
Den Öffentlichen Personennahverkehr stellt die Hessenbus GmbH durch die Buslinien 62 und 64 sicher. Außerdem fährt die Linie 50 (Richtung Dissen) durch Teile Hertingshausens.
- Für das Vereinsleben steht im Ort ein Gemeinschaftshaus seit 1966 zur Verfügung.
- Die Kleinen können die örtliche Kindertagesstätte besuchen.
- Für die Hertingshausener haben die Bewohner der umliegenden Orte zwei Necknamen, nämlich „Wolkenschieber“ und „Schneeschipper“.
- In Hertingshausen gibt es einen Verkehrsübungsplatz und eine evangelische Kirche.
- Für die Gläubigen steht eine Kirche zur Verfügung.